# Інтенсивність праці
Інтенси́вність пра́ці — ступінь напруженості праці в процесі виробництва. Характеризується витратами фізичних та нервових зусиль, в тому числі важкістю праці, її темпом та ритмом, коефіцієнтом використання робочого часу.
Інтенсивність праці забезпечує високі темпи зростання продуктивності праці на основі досягнень науково-технічного прогресу, раціональної організації праці.